# Едвард Осборн Вілсон
Едвард Осборн Вілсон (англ. Edward Osborne Wilson; 10 червня 1929 — 26 грудня 2021) — американський біолог, соціобіолог, мірмеколог, еколог, письменник, двічі лауреат Пулітцерівської премії, професор Гарвардського університету, академік Національної академії наук США.

## Біографія
Вілсон народився 10 червня 1929 у місті Бірмінгем, штат Алабама, США. З ранніх років він зацікавився природою. Його батьки, Едвард та Інес Вілсон, розлучилися, коли йому було лише 7 років. У тому ж році він пошкодив око в результаті нещасного випадку на рибалці. Він ріс у різних містах, супроводжуючи свого батька й мачуху. Проблеми із зором не дозволили йому спостерігати за птахами і ссавцями і він зосередився на комахах. За підтримки Меріон Р. Сміт, мірмеколога з Національного музею природної історії (Вашингтон), Вілсон почав вивчати всіх мурах штату Алабама.
- 1955 — захистив дисертацію в Гарвардському університеті
- 1964 — професор зоології в Гарвардському університеті
- 1969 — обраний академіком Національної академії наук США

## Мірмекологія
Вілсон є одним з найвизначніших фахівців з мірмекології. Ним відкрито і описано понад 300 нових для науки видів мурах.

## Соціобіологія
У 1975 він написав фундаментальну працю Соціобіологія: Новий синтез (англ. Sociobiology: The New Synthesis) в якій розвинув поняття соціобіології. Книга була першою спробою пояснити такі типи соціальної поведінки тварин (переважно, мурах, оскільки це була спеціалізації Вілсона) як альтруїзм, агресія тощо за допомогою еволюційних механізмів. У цій книзі лише останній розділ стосувалася поведінки людей. Пізніше Вілсон написав книгу Про природу людини (англ. On Human Nature)(соціобіологія про поведінку людей). Ця книга принесла автору Пулітцерівську премію.

## Звання та нагороди

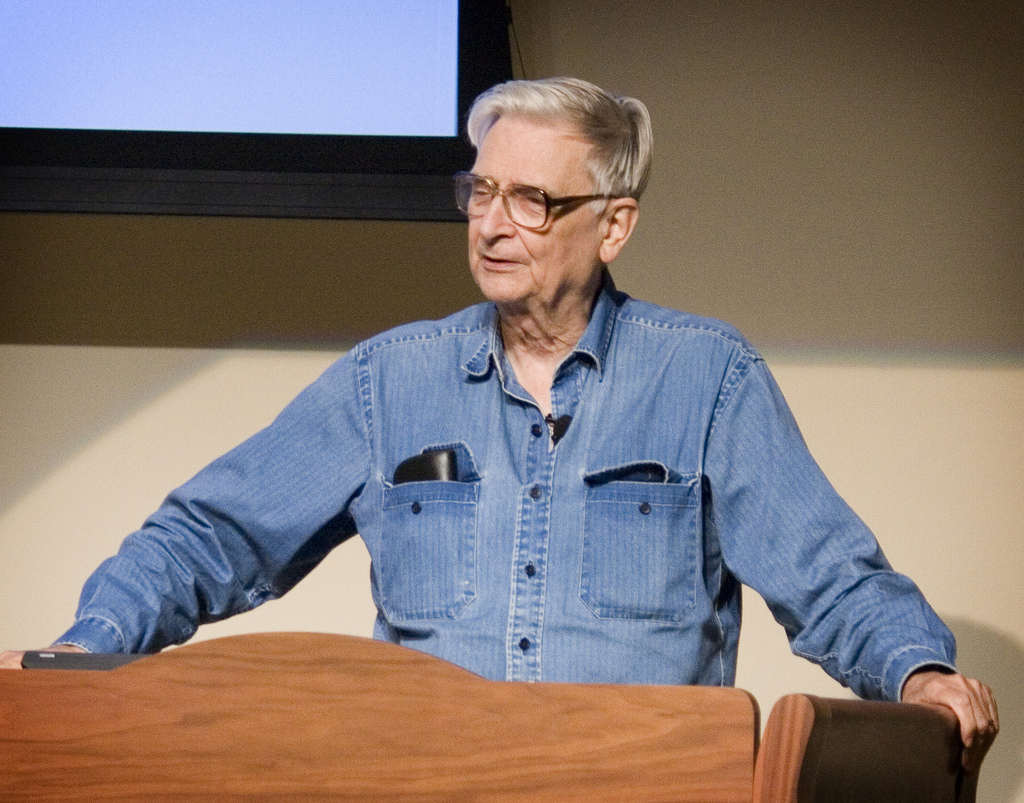
Професор Едвард Вільсон на відкритті Центру біофілії Вілсона (E.O. Wilson Biophilia Center), Флорида

- Академік Національної академії наук США, 1969
- Національна наукова медаль США, 1976
- Пулітцерівська премія (1979), за книгу On Human Nature
- Пулітцерівська премія (1981), за книгу The Ants
- Eagle Scout, Boy Scouts of America [13]
- Distinguished Eagle Scout Award [14]
- Tyler Prize for Environmental Achievement, 1984
- ECI Prize, International Ecology Institute, terrestrial ecology, 1987
- Crafoord Prize, 1990, премію присуджує Royal Swedish Academy of Sciences в області сучасних наук, неохоплених Нобелівськими преміями, і її розглядають як найвищу у світі нагороду в галузі екології
- Carl Sagan Award for Public Understanding of Science 1994
- Time Magazine ' s 25 Most Influential People in America, 1995
- American Humanist Association 's 1999 Humanist of the Year
- Lewis Thomas Prize for Writing about Science, 2000
- Nierenberg Prize, 2001
- Dauphin Island Sea Lab christened its newest research vessel theR / V EO Wilsonв 2005 році.
- Addison Emery Verrill — медаль від Peabody Museum of Natural History, 2007
- TED Prize 2007 щорічна премія заhonor a maximum of three individuals who have shown that they can, in some way, positively impact life on this planet.
- XIX Premi Internacional Catalunya 2007
- Член World Knowledge Dialogue [Архівовано 5 травня 2006 у Wayback Machine.] Honorary Board, and Scientist in Residence for the 2008 symposium organized in Crans-Montana (Швейцарія).
- Distinguished Lecturer, University of Iowa, 2008—2009
- E.O. Wilson Biophilia Center [Архівовано 3 липня 2008 у Wayback Machine.], Nokuse Plantation, Walton County, Флорида, 2009 рік.

## Головні праці
- The Theory of Island Biogeography, 1967, Princeton University Press (2001 reprint), ISBN 0-691-08836-5, with Robert H. MacArthur
- The Insect Societies [Архівовано 31 грудня 2008 у Wayback Machine.], 1971, Harvard University Press, ISBN 0-674-45490-1
- Sociobiology: The New Synthesis1975, Harvard University Press, (Twenty-fifth Anniversary Edition, 2000 ISBN 0-674-00089-7)
- On Human Nature , 1979, Harvard University Press, ISBN 0-674-01638-6
- Genes, Mind and Culture: The coevolutionary process , 1981, Harvard University Press, ISBN 0-674-34475-8
- Promethean fire: reflections on the origin of mind , 1983, Harvard University Press, ISBN 0-674-71445-8
- Biophilia [Архівовано 5 січня 2010 у Wayback Machine.], 1984, Harvard University Press, ISBN 0-674-07441-6
- Success and Dominance in Ecosystems: The Case of the Social Insects, 1990, Inter-Research, ISSN 0932-2205
- The Ants , 1990, Harvard University Press, ISBN 0-674-04075-9, Winner of the Pulitzer Prize, співавтор Bert Hölldobler
- The Diversity of Life [Архівовано 25 грудня 2009 у Wayback Machine.], 1992, Harvard University Press, ISBN 0-674-21298-3, The Diversity of Life: Special Edition, ISBN 0-674-21299-1
- The Biophilia Hypothesis , 1993, Shearwater Books, ISBN 1-55963-148-1, співавтор Stephen R. Kellert
- Journey to the Ants: A Story of Scientific Exploration , 1994, Harvard University Press, ISBN 0-674-48525-4, співавтор Берт Хьолдоблер
- Naturalist , 1994, Shearwater Books, ISBN 1-55963-288-7
- In Search of Nature , 1996, Shearwater Books, ISBN 1-55963-215-1, співавтор Laura Simonds Southworth
- Consilience: The Unity of Knowledge, 1998, Knopf, ISBN 0-679-45077-7
- The Future of Life , 2002, Knopf, ISBN 0-679-45078-5
- Pheidole in the New World: A Dominant, Hyperdiverse Ant Genus [Архівовано 25 квітня 2009 у Wayback Machine.], 2003, Harvard University Press, ISBN 0 — 674-00293-8
- From So Simple a Beginning: Darwin's Four Great Books. 2005, W. W. Norton.
- The Creation: An Appeal to Save Life on Earth, September 2006, W. W. Norton & Company, Inc. ISBN 978-0-393-06217-5
- Nature Revealed: Selected Writings 1949—2006, Johns Hopkins University Press, Baltimore. ISBN 0-8018-8329-6
- The Superorganism: The Beauty, Elegance, and Strangeness of Insect Societies, 2009, WW Norton & Company, Inc. ISBN 978-0-393-06704-0, співавтор Bert Hölldobler